# Coats Observatory

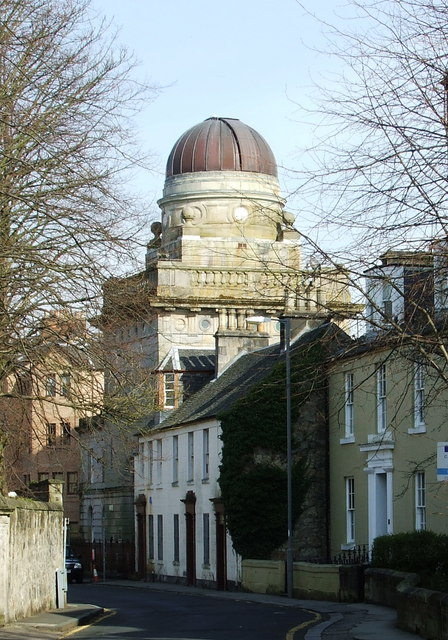
Coats Observatory

Das Coats Observatory ist eine Volkssternwarte in der schottischen Stadt Paisley in der Council Area Renfrewshire. 1971 wurde das Bauwerk in die schottischen Denkmallisten in die höchste Denkmalkategorie A aufgenommen.

## Geschichte
Bei der Jahresversammlung der Paisley Philosophical Institution wurde die Einrichtung einer Sternwarte angeregt. Thomas Coats, der Bruder des Textilindustriellen Peter Coats, der ein Jahrzehnt zuvor das Paisley Museum gestiftet hatte, stellte die benötigten Gelder zum Bau des Observatoriums zur Verfügung. Neben der Einrichtung stattete er die Gesellschaft auch mit finanziellen Mitteln in Höhe von rund 2000 £ aus. Im März 1882 legte Coats den Grundstein des Gebäudes, konnte aus gesundheitlichen Gründen jedoch nicht an den Eröffnungsfeierlichkeiten im Oktober 1883 teilnehmen. Er verstarb zwei Wochen später. Die Errichtung des von John Honeyman konzipierten Gebäudes kostete insgesamt rund 3100 £.
Mit der Eröffnung 1883 war das Coats Observatory die erste Volkssternwarte in Schottland. Im Laufe der Jahrzehnte wurden verschiedene Teleskope installiert. Seit den 1920er Jahren befand sich die Einrichtung in finanziellen Schwierigkeiten, welche sich durch den Zweiten Weltkrieg verstärkten. Nach einer weiteren Zuspitzung der finanziellen Lage, übernahm die Stadt Paisley die Einrichtung und gliederte sie an das nebenliegende Paisley Museum an. In den 1970er Jahren wurde die Einrichtung renoviert und 1995 die Kuppel ersetzt. Heute ist das Coats Observatory eine von vier Volkssternwarten in Schottland.